# Cuscuta nuda
Cuscuta nuda är en vindeväxtart som beskrevs av Pilger. Cuscuta nuda ingår i släktet snärjor, och familjen vindeväxter. Inga underarter finns listade i Catalogue of Life.